# Jerzy Tchórzewski
Jerzy Tchórzewski (* 24. April 1928 in Siedlce; † 25. Dezember 1999 in Warschau) war ein polnischer Maler, Grafiker und Kunstpädagoge.
Tchórzewski war 1943–1944 Soldat in der Polnischen Heimatarmee. Von 1946 bis 1951 studierte er an der Akademie der Bildenden Künste Krakau. In dieser Zeit schloss er sich der avantgardistischen Grupa Młodych Plastyków an, die sich 1957 in der Tradition der Grupa Krakowska aus den 1930er Jahren als Grupa Krakowska II konstituierte. Als Maler debütierte er bei der Ersten Ausstellung moderner Kunst 1948–1949 in Krakau.
Nach Abschluss des Studiums zog er nach Warschau. Dort unterrichtete er ab 1954 an der Akademie der Bildenden Künste, wo er ein Malatelier an der Fakultät für Grafik leitete und von 1987 bis 1998 eine Professur innehatte. Nach einer frühen surrealistischen Phase Ende der 1940er und Anfang der 1950er Jahre begann er ab 1955 abstrakte Visionen kosmischer Katastrophen, untergehender Sterne und ausbrechender Vulkane zu malen. Ab 1959 arbeitete er auch mit der surrealistisch ausgerichteten internationalen Künstlergruppe Phases zusammen. Parallel dazu schuf er seit den 1940er Jahren auch Monotypien und seit den 1960er Jahren Linolschnitte. Ende der 1970er Jahre wandte er sich religiösen Themen zu und wurde einer der wichtigsten Vertreter der polnischen sakralen Malerei dieser Zeit.
Tchórzewskis Werke wurden bei nationalen und internationalen Ausstellungen – u. a. bei der 5. und 8. Kunstbiennale in Sao Paulo (1959 und 1965) und bei der 34. Biennale di Venezia (1968) – gezeigt. Er erhielt 1981 den Cyprian-Kamil-Norwid-Preis der Kunstkritiker, 1985 den Kulturpreis der Solidarność, 1986 den Jan-Cybis-Preis und 1993 den Herder-Preis.